# البلاغ الأسبوعي (مجلة)
البلاغ الأسبوعي هي مجلة تصدر أسبوعيًّا في القاهرة، بمصر، بين عامي 1926 و1930. كانت الطبعة الأسبوعية من جريدة البلاغ. صدر العدد الأول من المجلة في تشرين الثاني 1926.
وقد صدر منه أربعة مجلدات بمجموع 150 طبعة. المؤسس عباس محمود العقاد (1889-1964)، كان كاتبًا وشاعرًا وفيلسوفًا ومؤرخًا مصريًا معروفًا، وقد عيّن عبد القادر حمزة رئيسًا لتحرير المجلة. بالإضافة إلى المقالات السياسية النقدية، نُشرت العديد من القصائد والنثر في المجلة. ومن بين المؤلفين المشهورين محمد عبد المعطي الهمشري (1908-1938) الذي اكتسب شهرة من خلال شعره. صممت نبوية موسى بدوية (1886-1951)، وهي معلمة ورائدة بين ناشطات حقوق المرأة المصرية في القرن العشرين، صفحة خاصة بالنساء تتناول موضوعات وخطابات نسوية في مصر في ذلك الوقت.
كما اعتبرت مجلة البلاغ الأسبوعي من المؤيدين لحزب الوفد، ولذلك فمن المرجح أن صدورها توقف في عام 1930.